# Marina (film 2013)
Marina è un biopic del 2013 diretto da Stijn Coninx, basato sulla vita del cantante italiano Rocco Granata, che nel film ha un cameo come venditore di strumenti musicali.
Il protagonista è interpretato dall'attore fiammingo di origini italiane Matteo Simoni.

## Trama
Rocco Granata vive in Calabria in una famiglia molto povera: suo padre Salvatore decide di trasferirsi in Belgio per lavorare in una miniera di carbone. Inizialmente Rocco e sua madre rimangono in Italia, poiché Salvatore prevede di tornare dopo tre anni coi soldi necessari ad aprire una fonderia; in seguito Salvatore li chiama a vivere con sé: il contratto prevede che i figli maschi dei minatori prendano il posto dei loro padri quando questi non sono in grado di lavorare. Rocco cresce dunque in una casa molto povera nel quartiere dei minatori, in un contesto sociale dove i migranti italiani vengono fortemente emarginati e discriminati; in quegli anni la comunità italiana in Belgio vivrà in prima persona il disastro di Marcinelle.
Dieci anni dopo la situazione economica dei Granata è migliorata: la famiglia vive in una casa più dignitosa e Rocco lavora come apprendista presso un meccanico. Il ragazzo è innamorato di Helena, figlia di un droghiere del luogo che tuttavia impedisce la loro relazione poiché fortemente razzista nei confronti degli italiani; inoltre Rocco si rivela un valente fisarmonicista ma suo padre, nel frattempo fattosi egoista e geloso, e non vuole che suo figlio coltivi la passione per la musica. Un giorno la fisarmonica di Rocco si rompe, e il ragazzo è costretto a comprarne un'altra: grazie agli sforzi della madre Ida, che in gran segreto mette da parte dei risparmi stirando le vesti di altri minatori, il ragazzo riesce a mettere da parte diecimila franchi; la fisarmonica costerebbe venticinquemila, ma quando il negoziante lo sente suonare accetta di vendergliela a credito, certo che avrà successo.
Rocco e Helena cominciano a frequentarsi, e lei lo convince a partecipare a un concorso musicale; il ragazzo vince, ma in questo modo Salvatore scopre la sua passione e gli impedisce di suonare. Rocco, tuttavia, forma un gruppo musicale denominato Il Quintetto Internazionale e inizia a esibirsi in alcuni locali di nascosto da suo padre. Un giorno i membri del gruppo vengono arrestati poiché non in possesso della licenza necessaria a suonare: Rocco la richiede al Ministero, ma gli viene negata poiché è figlio di un minatore. A quel punto Rocco decide di procurarsi illegalmente delle false licenze.
Helena, intanto, si fidanza con Renaat, un ragazzo ricco e viziato, col quale pianifica di frequentare l'università di Leuven. Un giorno Renaat chiede a Rocco di sistemare la sua automobile, ma il ragazzo, preso dalla gelosia, dimentica di cambiare l'olio al motore: l'automobile si guasta e Renaat fa licenziare Rocco. Vedendo il comportamento di Renaat, Helena si rende conto di non amare lui, ma Rocco, e rompe il fidanzamento; i due ragazzi passano insieme una notte d'amore, senza accorgersi di essere spiati da Renaat.
Il giorno dopo Rocco si reca a uno studio di registrazione: una casa discografica ha infatti chiesto che il Quintetto registri un disco singolo, con l'intenzione di promuoverlo. I piani prevedono che venga registrata la canzone Manuela, mentre Marina sarà il Lato B; Rocco insiste perché sia Marina a ottenere maggior promozione, incontrando la resistenza dei suoi amici e della casa discografica.
Al suo ritorno, Rocco viene arrestato con l'accusa di aver stuprato Helena: sebbene si proclami innocente la polizia non gli crede, e solo dopo che due testimoni indicano che il colpevole sia Renaat il ragazzo viene lasciato libero. Helena, sconvolta dall'accaduto, va a vivere in America da una zia.
La casa discografica, intanto, decide di non rilasciare il singolo Marina poiché lo trova troppo semplice e teme che a nessuno piacerà un ragazzino che suona la fisarmonica. Rocco compra allora tutti i singoli prodotti e li distribuisce da sé, incontrando nuovamente la rabbia di Salvatore; quest'ultimo, tempo dopo, rimane vittima di un incidente sul lavoro, rimanendo ferito a una gamba: l'uomo non potrà più lavorare, anche a causa di un acufene che gli si manifesta in seguito all'incidente; riceverà un sussidio di disabilità per sei mesi, terminati i quali dovrà lasciare la casa.
Inaspettatamente, però, Marina diventa un successo internazionale: Rocco diventa ricco e inizia un tour mondiale per promuovere la canzone. Salvatore lo perdona e diventa finalmente fiero di suo figlio; anni dopo, durante un concerto alla Carnegie Hall, Rocco individua nel pubblico la sua amata Helena.

## Riconoscimenti
- 2015 - Premio Magritte
  - Migliore film fiammingo
  - Migliore scenografia a Hubert Pouille
  - Migliori costumi a Catherine Marchand
  - Candidatura a migliore promessa femminile a Evelien Bosmans
  - Candidatura a migliore promessa maschile a Matteo Simoni